# Nabû-mukīn-zēri
Nabû-mukīn-zēri (auch Ukin-zer) regierte von 731 bis 729 v. Chr. als babylonischer König. Er entstammte dem chaldäischen Stamm Bit Amukani. Die in babylonischen Quellen vermerkte Mondfinsternis von 731 v. Chr. ermöglichte die genaue Datierung seines ersten Regierungsjahres. Er kam 731 v. Chr. durch eine Rebellion gegen seinen Vorgänger Nabû-šuma-ukīn II. auf den Thron. In seinem dritten Regierungsjahr entmachtete ihn der assyrische König Tukulti-apil-Ešarra III.